# Кайрос (телесеріал)
Кайрос (кор. 카이로스) — південнокорейський телесеріал 2020 року, який транслювався щопонеділка й щовівторка з 26 жовтня по 22 грудня на телеканалі MBC TV. У головних ролях Сін Сон Рок, Лі Се Йон, Ан Бо Хьон, Нам Гю Рі та Кан Син Юн.

## Сюжет
Кім Со Чжин (Сін Сон Рок) — успішний трудоголік і директор будівельної компанії. Одного дня, його дочка безслідно пропадає. Незабаром після цього його дружина Кан Хьон Че (Нам Гю Рі) вчиняє самогубство.
Хан Е Рі (Лі Се Йон) — працьовита дівчина, мати якої пропала безвісті з лікарні. Вона отримує телефонний дзвінок від Со Чжина, який живе на місяць пізніше за Е Рі. Той просить її запобігти страшним подіям, які зруйнували його сім'ю. В обмін на це він допоможе знайти мати дівчини.

## Акторський склад

### Головні ролі
- Сін Сон Рок — у ролі Кім Со Чжіна.
- Лі Се Йон — у ролі Хан Е Рі.
- Ан Бо Хьон — у ролі Со До Гюна, помічника Кан Со Чжина.
- Нам Гю Рі[en] — у ролі Кан Хьон Че, жінки Со Чжина та мати Кім Да Бін.
- Кан Син Юн[en] — у ролі Ім Гьон Ука, друга Хан Е Рі.

### Другорядні ролі

#### Персонажі, пов'язані з Со Чжином
- Шім Хе Йон — у ролі Кім Да Бін, дочки Кім Со Чжина й Кан Хьон Че.
- Со Хве Чон — у ролі Чон Хе Кьон, няні Кім Да Бін.

#### Персонажі, пов'язані з Е Рі
- Хван Чон Мін — у ролі Квак Сон Чжи, мати Е Рі
- Лі Чжу Мьон — у ролі Пак Су Чжон, найкращої подруги Е Рі.

## Рейтинги
| Серія                                                                        | Частина          | Прем'єра          | Рейтинг (Nielsen Korea) |
| ---------------------------------------------------------------------------- | ---------------- | ----------------- | ----------------------- |
| 1                                                                            | 1                | 26 жовтня 2020    | 2.7 %                   |
| 1                                                                            | 2                | 26 жовтня 2020    | 3.7 %                   |
| 2                                                                            | 1                | 27 жовтня 2020    | 2.7 %                   |
| 2                                                                            | 2                | 27 жовтня 2020    | 3.1 %                   |
| 3                                                                            | 1                | 2 листопада 2020  | 3.0 %                   |
| 3                                                                            | 2                | 2 листопада 2020  | 3.3 %                   |
| 4                                                                            | 1                | 3 листопада 2020  | 3.0 %                   |
| 4                                                                            | 2                | 3 листопада 2020  | 3.5 %                   |
| 5                                                                            | 1                | 10 листопада 2020 | 3.1 %                   |
| 5                                                                            | 2                | 10 листопада 2020 | 3.4 %                   |
| 6                                                                            | 1                | 16 листопада 2020 | 3.3 %                   |
| 6                                                                            | 2                | 16 листопада 2020 | 3.0 %                   |
| 7                                                                            | 1                | 24 листопада 2020 | 2.6 %                   |
| 7                                                                            | 2                | 24 листопада 2020 | 2.7 %                   |
| 8                                                                            | 1                | 24 листопада 2020 | 3.0 %                   |
| 8                                                                            | 2                | 24 листопада 2020 | 3.8%                    |
| 9                                                                            | 1                | 30 листопада 2020 | 3.4 %                   |
| 9                                                                            | 2                | 30 листопада 2020 | 3.2 %                   |
| 10                                                                           | 1                | 1 грудня 2020     | 3.5 %                   |
| 10                                                                           | 2                | 1 грудня 2020     | 2.8 %                   |
| 11                                                                           | 1                | 7 грудня 2020     | 3.1 %                   |
| 11                                                                           | 2                | 7 грудня 2020     | 2.7 %                   |
| 12                                                                           | 1                | 8 грудня 2020     | 2.9 %                   |
| 12                                                                           | 2                | 8 грудня 2020     | 2.6 %                   |
| 13                                                                           | 1                | 14 грудня 2020    | 2.9 %                   |
| 13                                                                           | 2                | 14 грудня 2020    | 2.7 %                   |
| 14                                                                           | 1                | 15 грудня 2020    | 3.5 %                   |
| 14                                                                           | 2                | 15 грудня 2020    | 2.6 %                   |
| 15                                                                           | 1                | 21 грудня 2020    | 2.7 %                   |
| 15                                                                           | 2                | 21 грудня 2020    | 2.2%                    |
| 16                                                                           | 1                | 22 грудня 2020    | 3.3 %                   |
| 16                                                                           | 2                | 22 грудня 2020    | 3.3 %                   |
| Середній рейтинг                                                             | Середній рейтинг | Середній рейтинг  | 3.0%                    |
| - Найнижчі рейтинги позначені синім кольором, а найвищі — червоним кольором. |                  |                   |                         |